# Laktosintolerans
Laktosintolerans eller överkänslighet mot laktos (mjölksocker och skummjölkspulver) orsakas av relativ brist på enzymet laktas och är ett normaltillstånd för en majoritet av världens vuxna befolkning. Detta enzym bryter ner laktos till de enkla sockerarterna glukos och galaktos. Vid enzymbrist bryts laktosen istället ner av tarmbakterier, vilket leder till buksmärtor, gasbildning och diarré.
Det händer att laktosintolerans förväxlas med riktig mjölkallergi, vilket är felaktigt. Överkänslighet för laktos är ingen allergi, eftersom det inte bildas några antikroppar i blodet mot laktos.
Till skillnad från celiaki, där tunntarmen skadas vid glutenintag, så skadas inte tarmen hos en laktosintolerant vid laktosintag.

## Laktosintolerans i världen
En majoritet av världens människor är laktosintoleranta (i många asiatiska länder nära 100%), medan den inhemska befolkningen i Norden (finnar och samer undantagna) producerar ovanligt mycket av enzymet laktas. Andelen laktostoleranta i en population verkar vara proportionell mot längden tid som uppfödning av kreatur och mjölkdrickande har förekommit. Även många svenskar kan dock få ont i magen om de konsumerar stora mängder mjölk. Intaget av laktos överskrider då vad laktaset i matspjälkningssystemet klarar av.
Primärt laktosintoleranta européer/nordeuropéer tål några glas mjölk om dagen, i synnerhet om mjölken dricks i samband med måltider. Av de ca 7% etniska svenskar som bär på genotypen för laktosintolerans så konsumerar 76% mjölk ändå. Däremot så konsumerar endast 33% av dessa stora mängder mjölk. Det är uppskattat att en tredjedel av alla som bär på genotypen för laktosintolerans ändå kan konsumera stora mängder mjölk utan att få några symptom överhuvudtaget.
Laktosintoleranta kineser och japaner tål oftast 200 ml mjölk.

### Laktosintolerans baserat på ålder
Friska barn över hela världen har generellt sett, från födseln till åldrarna 4-5 år tillräckligt höga nivåer av enzymet laktas i tunntarmen för att hantera laktos i modersmjölk och från andra mjölkprodukter utan besvär. Barn som föds med laktosintolerans förekommer, men detta är mycket ovanligt. Medfödd laktosintolerans är ärftligt och upptäcks redan när barnet är nyfött. Har barnet medfödd intolerans märks det genom att barnet får vattentunn diarré när det ammas eller får vanlig modersmjölkersättning.
Toleransen kan efter dessa år stängas av, detta antas vara den ursprunglig formen av genen, då det får förmodas vara det ursprungliga förhållandet att vuxna individer normalt inte dricker mjölk. Hos vissa individer finns dock en förändring i genens reglerande del som gör att genen för laktas inte stängs av i vuxen ålder. Konsekvensen av detta blir att dessa individer kan tåla relativt höga halter laktos i kosten även i vuxen ålder. Nomadiserade och fastboende människor har sedan 10 000–15 000 år domesticerat kor för att utvinna mjölk som livsmedel. Efter årtusenden har dessa befolkningar på genetisk nivå med hjälp av evolution gradvis tagit till sig förmågan att upprätthålla tarmens laktasnivåer. Detta kan vara orsaken till att vissa människor kan dricka mjölk efter fem års ålder. Hur vanlig denna genetiska förändring är varierar mellan olika befolkningar.

## Primär och sekundär laktosintolerans
Primär laktosintolerans är ärftlig och beror på en genetisk mutation i laktasgenens reglerande del (se referenslista nedan). Primär laktosintolerans är således ärftlig och försvinner därmed aldrig, men uppkommer vanligtvis först i vuxen ålder. Detta är den vanliga formen av primär laktosintolerans. 
Sekundär laktosintolerans är en tillfällig typ av laktosintolerans som kan uppstå efter en maginfektion. Detta då tarmslemhinnan kan skadas där laktaset produceras. På grund av detta kan man lida av tillfällig laktosintolerans efter magsjuka.
Kongenital laktosintolerans är en medfödd mycket ovanlig, ärftlig sjukdom. Barn som är laktosintoleranta från födseln tål inte bröstmjölk eller vanliga modersmjölksersättningar som innehåller laktos och får därför allvarliga problem kort efter födseln. De får ofta diagnosen inom sina första levnadsveckor.

## Att leva med laktosintolerans
En laktosintolerant individ får lära sig av erfarenhet hur mycket mjölk och mjölkprodukter han/hon klarar av. Det säljs också både laktosfri mjölk och låglaktosmjölk i affärerna. De består av vanlig mjölk som fått en tillsats av laktas, vilken brutit ned laktosen helt eller delvis. De har sötare smak än vanlig mjölk, då de enkla sockerarterna upplevs sötare på tungan.  Förutom dessa alternativ finns det mjölkersättningar i form av havre-, soja- och risdrycker. Andra exempel på naturligt laktosfri mjölk är kokosmjölk och mjölk av mandel eller kasjunöt.
Många laktosintoleranta upplever att de tål mindre mängder laktos än vanligt i samband med att de dricker alkohol. Även laktastabletter har då lägre eller ingen effekt.
Det finns även att köpa laktasenzym i tablett-, kapsel- och pulverform som man tar vid varje mjölkhaltig måltid. Det finns även produkter som innehåller laktasenzym och nyttiga bakterier som bryter ner laktos. Denna produkt baseras på "nyttiga bakterier" som koloniserar tunntarmen och där bryter ner stora mängder mjölksocker. Exakt vilken mängd är individuellt, men en tablett ska klara en hel dags normalt intag av mjölkprodukter. 

### Mjölkprodukter som kan tolereras
Ostar med kort lagringstid har ett laktosinnehåll under kravet för laktosfria livsmedel (<0,01 g laktos per 100g). När hårdost pressas försvinner det mesta av laktosen med vasslen. Resterande laktos förtärs av mjölksyrabakterierna under de närmaste dagarna.